# Campionato mondiale di football americano 2007
Il campionato mondiale di football americano 2007 ((EN)  2007 IFAF World Cup), noto anche come Giappone 2007 in quanto disputato in tale Stato, è stata la terza edizione del campionato mondiale di football americano per squadre nazionali maggiori maschili organizzato dalla IFAF.
Ha avuto inizio il 7 luglio 2007 e si è concluso il 15 luglio 2007.

## Stadi
Distribuzione degli stadi del campionato mondiale di football americano 2007
| Kawasaki                     | Todoroki Athletics Stadium · Kawasaki Stadium · (Kawasaki) | Kawasaki                 |
| Todoroki Athletics Stadium   | Todoroki Athletics Stadium · Kawasaki Stadium · (Kawasaki) | Kawasaki Stadium         |
| 35°35′09.22″N 139°39′09.83″E | Todoroki Athletics Stadium · Kawasaki Stadium · (Kawasaki) | 35°31′37.5″N 139°42′35″E |
| Capacità: 26 232             | Todoroki Athletics Stadium · Kawasaki Stadium · (Kawasaki) | Capacità: 2 700          |
| Altitudine: m s.l.m.         | Todoroki Athletics Stadium · Kawasaki Stadium · (Kawasaki) | Altitudine: m s.l.m.     |
|                              | Todoroki Athletics Stadium · Kawasaki Stadium · (Kawasaki) |                          |

## Squadre partecipanti
| Pr. | Squadra       | Data di qualificazione | Qualificata in quanto                                                                   | Ultima partecipazione |
| --- | ------------- | ---------------------- | --------------------------------------------------------------------------------------- | --------------------- |
| 1   | Giappone      | 12 luglio 2003         | Nazione organizzatrice e campione uscente                                               | Germania 2003         |
| 2   | Svezia        | 30 luglio 2005         | Campione d'Europa                                                                       | Italia 1999           |
| 3   | Germania      | 5 agosto 2006          | Vincitrice dello spareggio con la Danimarca                                             | Germania 2003         |
| 4   | Francia       | 6 gennaio 2007         | Vincitrice dello spareggio con la Finlandia (che aveva a sua volta eliminato la Russia) | Germania 2003         |
| 5   | Corea del Sud | 27 gennaio 2007        | Vincitrice dell' spareggio Asia-Oceania con l'Australia                                 | Esordiente            |
| 6   | Stati Uniti   |                        | Invitata                                                                                | Esordiente            |

## Gironi
| Gruppo 1 | Gruppo 2      |
| -------- | ------------- |
| Giappone | Stati Uniti   |
| Svezia   | Germania      |
| Francia  | Corea del Sud |

## Risultati

### Fase a gironi
Nelle tabelle: P.ti = Punti; % = Percentuale di vittorie; G = Incontri giocati; V = Vittorie; P = Pareggi; S = Sconfitte; PF = Punti fatti; PS = Punti subiti; DP = Differenza punti.

#### Gruppo 1
| Arbitro: | Bill LeMonnier |

|  |           | |
|  | Marcatori | Yamanaka 10':44" Q1 (saf) de Sa tackled in endzone Ishino 7':19" Q1 (TD) 2yd run Kaneoya Q1 (pat) Yoneyawa 2':47" Q1 (TD) 18yd pass from Tomizawa Kaneoya Q1 (pat) Team 8':04" Q2 (saf) Courtois tackled in endzone Yoneyawa 1':00" Q2 (TD) 33yd pass from Tomizawa Sugisawa 6':47" Q3 (TD) 1yd run Sugisawa Q3 (tpc) Furutani 0':19" Q3 (TD) 3yd run Kaneoya Q3 (pat) Kaneoya 3':29" Q4 (FG) 46yd Makiuchi 0':00" Q4 (TD) 27yd fumble return |

| Arbitro: | Bill LeMonnier |

| |           | |
| Signori 0':00" Q1 (TD) 43yd blocked punt return Charret Q1 (pat) Soumah 4':40" Q3 (TD) 50yd pass from Durand Charret Q3 (pat) | Marcatori | Bjornhammar 8':21" Q2 (TD) 24yd run Kimrin Q2 (pat) Ingerman 8':07" Q3 (TD) 26yd pass from Haraldsson Kimrin 1':04" Q3 (FG) 43yd |

| Arbitro: | Bill LeMonnier |

|  |           | |
|  | Marcatori | Tomizawa Q1 (TD) 1yd run Kaneoya Q1 (pat) Maeda Q1 (TD) 12yd run Kaneoya Q1 (pat) Shimizu Q1 (TD) 55yd punt return Kaneoya Q1 (pat) Kaneoya Q2 (FG) 26yd Sugisawa Q3 (TD) 1yd run Kaneoya Q3 (pat) Azuma Q4 (saf) Jonsson tackled in endzone Mayuzumi Q4 (TD) 22yd pass from Namiki Nakajima Q4 (tpc) rush |

| Squadra  | %     | G | V | P | S | PF | PS | DP  |
| -------- | ----- | - | - | - | - | -- | -- | --- |
| Giappone | 1.000 | 2 | 2 | 0 | 0 | 96 | 0  | +96 |
| Svezia   | .500  | 2 | 1 | 0 | 1 | 16 | 62 | -46 |
| Francia  | .000  | 2 | 0 | 0 | 2 | 14 | 64 | -50 |

#### Gruppo 2
| Arbitro: | Fereed Adus |

| |           |                                    |
| Biedenkapp Q1 (TD) 15yd pass from Ullrich Dölger Q1 (pat) Duft Q1 (TD) 11yd pass from Ullrich Dölger Q1 (pat) Scott Q2 (saf) blocked punt Dölger Q2 (FG) 35yd Biedenkapp Q4 (TD) 12yd pass from Ullrich Washington Q4 (TD) 23yd run Dölger Q4 (pat) | Marcatori | Team Q3 (saf) bad snap in end zone |

| Arbitro: | Fereed Adus |

|  |           | |
|  | Marcatori | Awrey Q1 (TD) 84yd kickoff return Coffin Q1 (pat) Childs Q1 (TD) 13yd run Coffin Q1 (pat) Rodriguez Q1 (TD) 20yd lateral from Kubiak Coffin Q1 (pat) Teeples Q1 (TD) 5yd interception return Coffin Q1 (pat) Blakowski Q2 (TD) 4yd run Coffin Q2 (pat) Awrey Q2 (TD) 74yd punt return Coffin Q2 (pat) Calbert Q3 (TD) endzone fumble recovery Coffin Q3 (pat) Odom Q3 (TD) 50yd punt return Coffin Q3 (pat) Kasperbauer Q3 (TD) 42yd run Coffin Q3 (pat) Childs Q3 (TD) 1yd run Coffin Q3 (pat) Drenckhahn Q4 (TD) 9yd pass from Ballard Coffin Q4 (pat) |

| Arbitro: | Fereed Adus |

| |           |                                                       |
| Childs Q1 (TD) 6yd run Coffin Q1 (pat) Johnson Q1 (TD) 3yd run Coffin Q1 (pat) Team Q1 (saf) Dölger tackled in endzone Coffin Q3 (FG) 21yd Blakowski Q4 (TD) 1yd run Coffin Q4 (pat) Calbert Q4 (TD) 58yd interception return Coffin Q4 (pat) | Marcatori | Weil Q2 (TD) 94yd interception return Dölger Q2 (pat) |

| Squadra       | %     | G | V | P | S | PF  | PS  | DP   |
| ------------- | ----- | - | - | - | - | --- | --- | ---- |
| Stati Uniti   | 1.000 | 2 | 2 | 0 | 0 | 110 | 7   | +103 |
| Germania      | .500  | 2 | 1 | 0 | 1 | 39  | 35  | +4   |
| Corea del Sud | .000  | 2 | 0 | 0 | 2 | 2   | 109 | -107 |

### Finale 5º - 6º posto
| Arbitro: | Fereed Adus |

|  |           |                   |
|  | Marcatori | Choi Q4 (FG) 29yd |

### Finale 3º - 4º posto
| Arbitro: | Bill LeMonnier |

|  |           |                                               |
|  | Marcatori | Duft Q3 (TD) 85yd punt return Dölger Q3 (pat) |

### Finale
| Arbitro: | Peter Springwald |

| |           | |
| Kihira Q2 (TD) 2yd pass from Tomizawa Kaneoya Q2 (pat) Kaneoya Q2 (FG) 49yd Mayuzumi Q4 (TD) 6yd pass from Tomizawa Kaneoya Q4 (pat) Kaneoya OT1 (FG) 25yd | Marcatori | Kasperbauer Q1 (TD) 5yd run Coffin Q1 (pat) Coffin Q3 (FG) 35yd Kasperbauer Q4 (TD) 5yd run Coffin Q4 (pat) Coffin OT1 (FG) 43yd Coffin OT2 (FG) 22yd |

## Campione
| Campione del Mondo 2007 Stati Uniti (1º titolo) |

## Marcatori
| Giocatore   | Naz.          | TD rush | TD recv | TD int | TD p.ret | TD k.ret | TD oth | Xp1  | Xp2 | FG  | Saf | Totale |
| ----------- | ------------- | ------- | ------- | ------ | -------- | -------- | ------ | ---- | --- | --- | --- | ------ |
| Coffin      | Stati Uniti   | 0       | 0       | 0      | 0        | 0        | 0      | 15+2 | 0   | 1+3 | 0   | 29     |
| Kaneoya     | Giappone      | 0       | 0       | 0      | 0        | 0        | 0      | 7+2  | 0   | 2+2 | 0   | 21     |
| Childs      | Stati Uniti   | 3       | 0       | 0      | 0        | 0        | 0      | 0    | 0   | 0   | 0   | 18     |
| Kasperbauer | Stati Uniti   | 1+2     | 0       | 0      | 0        | 0        | 0      | 0    | 0   | 0   | 0   | 18     |
| Sugisawa    | Giappone      | 2       | 0       | 0      | 0        | 0        | 0      | 0    | 1   | 0   | 0   | 14     |
| Awrey       | Stati Uniti   | 0       | 0       | 0      | 1        | 1        | 0      | 0    | 0   | 0   | 0   | 12     |
| Biedenkapp  | Germania      | 0       | 2       | 0      | 0        | 0        | 0      | 0    | 0   | 0   | 0   | 12     |
| Blakowski   | Stati Uniti   | 2       | 0       | 0      | 0        | 0        | 0      | 0    | 0   | 0   | 0   | 12     |
| Calbert     | Stati Uniti   | 0       | 0       | 1      | 0        | 0        | 1      | 0    | 0   | 0   | 0   | 12     |
| Duft        | Germania      | 0       | 1       | 0      | 0+1      | 0        | 0      | 0    | 0   | 0   | 0   | 12     |
| Mayuzumi    | Giappone      | 0       | 1+1     | 0      | 0        | 0        | 0      | 0    | 0   | 0   | 0   | 12     |
| Yoneyawa    | Giappone      | 0       | 2       | 0      | 0        | 0        | 0      | 0    | 0   | 0   | 0   | 12     |
| Dölger      | Germania      | 0       | 0       | 0      | 0        | 0        | 0      | 4+1  | 0   | 1   | 0   | 8      |
| Bjornhammar | Svezia        | 1       | 0       | 0      | 0        | 0        | 0      | 0    | 0   | 0   | 0   | 6      |
| Drenckhahn  | Stati Uniti   | 0       | 1       | 0      | 0        | 0        | 0      | 0    | 0   | 0   | 0   | 6      |
| Furutani    | Giappone      | 1       | 0       | 0      | 0        | 0        | 0      | 0    | 0   | 0   | 0   | 6      |
| Ingerman    | Svezia        | 0       | 1       | 0      | 0        | 0        | 0      | 0    | 0   | 0   | 0   | 6      |
| Ishino      | Giappone      | 1       | 0       | 0      | 0        | 0        | 0      | 0    | 0   | 0   | 0   | 6      |
| Johnson     | Stati Uniti   | 1       | 0       | 0      | 0        | 0        | 0      | 0    | 0   | 0   | 0   | 6      |
| Kihira      | Giappone      | 0       | 0+1     | 0      | 0        | 0        | 0      | 0    | 0   | 0   | 0   | 6      |
| Maeda       | Giappone      | 1       | 0       | 0      | 0        | 0        | 0      | 0    | 0   | 0   | 0   | 6      |
| Makiuchi    | Giappone      | 0       | 0       | 0      | 0        | 0        | 1      | 0    | 0   | 0   | 0   | 6      |
| Odom        | Stati Uniti   | 0       | 0       | 0      | 1        | 0        | 0      | 0    | 0   | 0   | 0   | 6      |
| Rodriguez   | Stati Uniti   | 0       | 0       | 0      | 0        | 0        | 1      | 0    | 0   | 0   | 0   | 6      |
| Shimizu     | Giappone      | 0       | 0       | 0      | 1        | 0        | 0      | 0    | 0   | 0   | 0   | 6      |
| Signori     | Francia       | 0       | 0       | 0      | 0        | 0        | 1      | 0    | 0   | 0   | 0   | 6      |
| Soumah      | Francia       | 0       | 1       | 0      | 0        | 0        | 0      | 0    | 0   | 0   | 0   | 6      |
| Teeples     | Stati Uniti   | 0       | 0       | 1      | 0        | 0        | 0      | 0    | 0   | 0   | 0   | 6      |
| Tomizawa    | Giappone      | 1       | 0       | 0      | 0        | 0        | 0      | 0    | 0   | 0   | 0   | 6      |
| Washington  | Germania      | 1       | 0       | 0      | 0        | 0        | 0      | 0    | 0   | 0   | 0   | 6      |
| Weil        | Germania      | 0       | 0       | 1      | 0        | 0        | 0      | 0    | 0   | 0   | 0   | 6      |
| Kimrin      | Svezia        | 0       | 0       | 0      | 0        | 0        | 0      | 1    | 0   | 1   | 0   | 4      |
| Choi        | Corea del Sud | 0       | 0       | 0      | 0        | 0        | 0      | 0    | 0   | 0+1 | 0   | 3      |
| Azuma       | Giappone      | 0       | 0       | 0      | 0        | 0        | 0      | 0    | 0   | 0   | 1   | 2      |
| Charret     | Francia       | 0       | 0       | 0      | 0        | 0        | 0      | 2    | 0   | 0   | 0   | 2      |
| Nakajima    | Giappone      | 0       | 0       | 0      | 0        | 0        | 0      | 0    | 1   | 0   | 0   | 2      |
| Scott       | Germania      | 0       | 0       | 0      | 0        | 0        | 0      | 0    | 0   | 0   | 1   | 2      |
| Yamanaka    | Giappone      | 0       | 0       | 0      | 0        | 0        | 0      | 0    | 0   | 0   | 1   | 2      |
| Team        | Corea del Sud | 0       | 0       | 0      | 0        | 0        | 0      | 0    | 0   | 0   | 1   | 2      |
| Team        | Giappone      | 0       | 0       | 0      | 0        | 0        | 0      | 0    | 0   | 0   | 1   | 2      |
| Team        | Stati Uniti   | 0       | 0       | 0      | 0        | 0        | 0      | 0    | 0   | 0   | 1   | 2      |

- Miglior marcatore della fase a gironi: Childs e Coffin ( Stati Uniti), 18
- Miglior marcatore delle finali: Kasperbauer ( Stati Uniti), 12
- Miglior marcatore del torneo: Coffin ( Stati Uniti), 29

## Passer rating
La classifica tiene in considerazione soltanto i quarterback con almeno 10 lanci effettuati.
| Giocatore  | Naz.          | G   | Att   | Comp  | Int | Yds     | TD  | NFL    | NCAA   |
| ---------- | ------------- | --- | ----- | ----- | --- | ------- | --- | ------ | ------ |
| Tomizawa   | Giappone      | 2+1 | 33+20 | 19+14 | 0+0 | 295+140 | 2+2 | 113,33 | 156,10 |
| Ballard    | Stati Uniti   | 2   | 11    | 5     | 1   | 65      | 1   | 57,01  | 106,90 |
| Ullrich    | Germania      | 2+1 | 39+9  | 20+6  | 3+0 | 199+34  | 3+0 | 62,24  | 103,07 |
| Durand     | Francia       | 2+1 | 26+8  | 12+5  | 1+1 | 154+60  | 1+0 | 55,27  | 100,81 |
| Takata     | Giappone      | 2+1 | 17+4  | 10+3  | 2+1 | 137+23  | 0+0 | 45,83  | 97,33  |
| Zimmermann | Germania      | 2   | 14    | 7     | 0   | 73      | 0   | 65,48  | 93,80  |
| Austin     | Stati Uniti   | 2+1 | 15+25 | 9+12  | 1+1 | 116+109 | 0+0 | 48,44  | 89,75  |
| Haraldsson | Svezia        | 2+1 | 32+22 | 17+8  | 0+0 | 167+64  | 1+0 | 64,66  | 88,34  |
| de Sa      | Francia       | 1+1 | 5+8   | 1+2   | 0+0 | 4+17    | 0+0 | 39,58  | 36,65  |
| Cotten     | Svezia        | 1+1 | 2+8   | 0+3   | 0+1 | 0+30    | 0+0 | 0,00   | 35,20  |
| Kim        | Corea del Sud | 2+1 | 23+9  | 5+2   | 1+0 | 57+12   | 0+0 | 26,56  | 33,74  |
| Namiki     | Giappone      | 2   | 4     | 2     | 0   | 27      | 1   |        |        |
| Nakajima   | Giappone      | 0+1 | 0+1   | 0+0   | 0+0 | 0+0     | 0+0 |        |        |

- Miglior quarterback della fase a gironi: Tomizawa ( Giappone), 152,67
- Miglior quarterback delle finali: Tomizawa ( Giappone), 161,80
- Miglior quarterback del torneo: Tomizawa ( Giappone), 156,10